# Scapheremaeus obliteratus
Scapheremaeus obliteratus är en kvalsterart som beskrevs av Hammer 1961. Scapheremaeus obliteratus ingår i släktet Scapheremaeus och familjen Cymbaeremaeidae. Inga underarter finns listade i Catalogue of Life.